# Auctoritas medieval

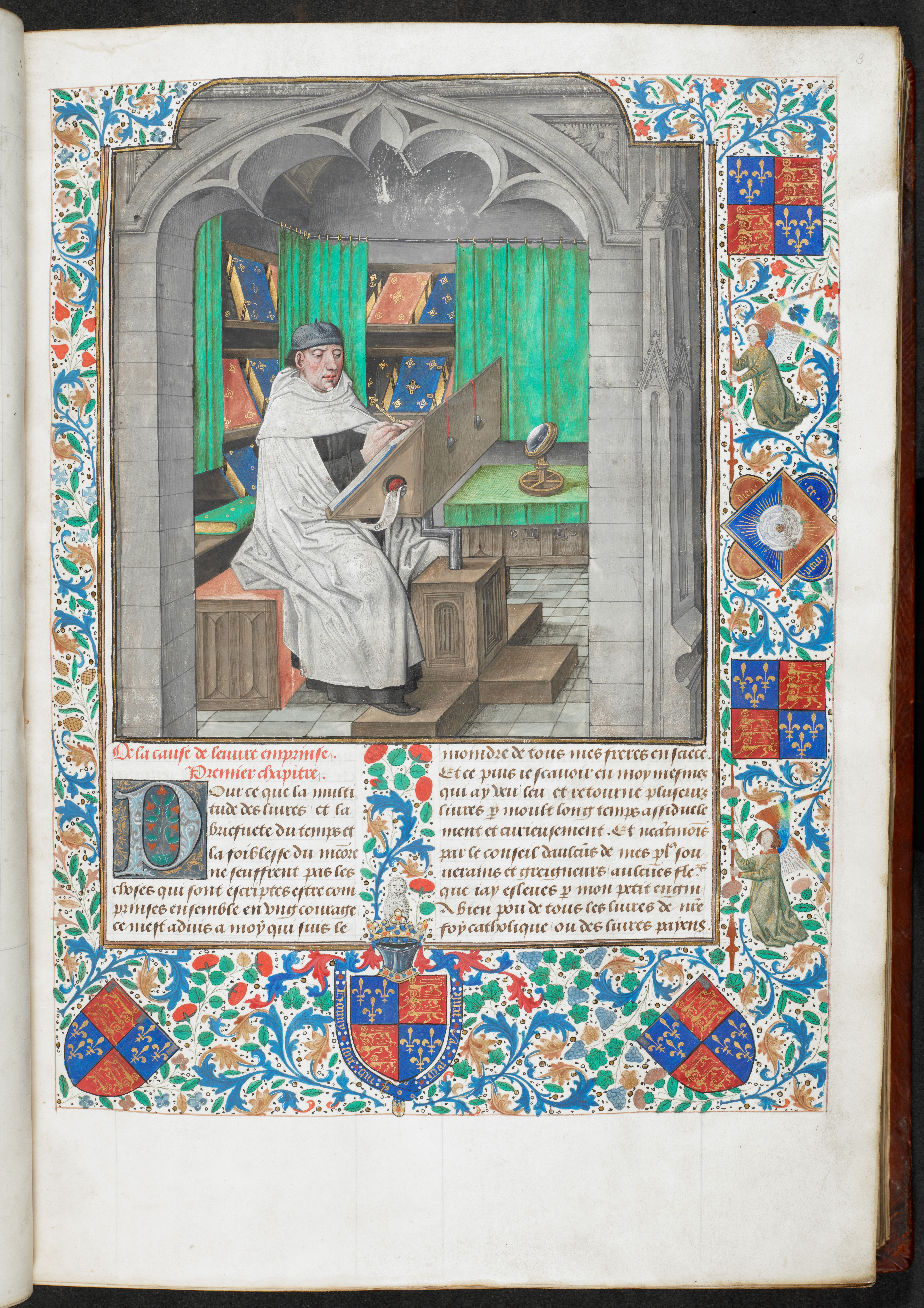
Imatge extreta de l'obra de Vincent de Beauvais, Speculum Maius

La noció d’auctoritas −autoritat− medieval és una adaptació del concepte llatí emprat en el món romà per a designar a qui ostentava legitimació, garantia de llei, competència o prestigi. La variació en l’ús d’aquest terme està en relació amb la producció literària dels escriptors a l'edat mitjana, basada en l'exigència d’una praxi discursiva que se sustentava en la compilació, extracció i paràfrasi de textos canònics, és a dir, pertanyents a un patrimoni públic col·lectiu d’autors clàssics de l’antiguitat o auctoritas.
Tal com indica Elisa Borsari a "Auctor y Auctoritas: apuntes sobre la traducción de los clásicos durante la edad media", l'home medieval tenia una concepció molt diferent a l'actual de les nocions d'auctor y auctoritas. Paral·lelament a la idea d'autor, també hi havia la noció d'un patrimoni col·lectiu d'on era permès extreure idees, temes, conceptes, textos sense una justificació explícita.
L’auctoritas d’un text estava lligada al prestigi de l'autor i, per tant, una característica constant al llarg de l'edat mitjana era recórrer amb freqüència a cites o al·lusions d’obres anteriors i fer-les servir com a tècnica argumentativa o credencials de credibilitat de tot allò que s'exposava; així, l’autor havia de donar suport als seus judicis, opinions i citacions en autors de l’antiguitat els textos dels quals constituïen l'auctoritas o formulació de garantia de les fonts, com a tècnica argumentativa. Ens trobem doncs, en un estadi de textualitat, ja que una altra veu s'afegeix a un mateix text.
Això no obstant s'ha d’entendre dins el context de la seva època, car l’autor medieval valorava l’originalitat artística de forma diferent a com es valora avui dia; "l’autor medieval escrivia amb la característica humilitas del poeta de l’època, per a honrar i transmetre la seva matèria, no per a expressar-se o per a augmentar la seva fama personal" (Jauss, 1979) i, en la majoria dels casos, produir un text equivalia a reproduir una auctoritas.
La qüestió de la individualitat era, doncs, relativament secundària i l’autoria del text o del manuscrit objecte de còpia, traducció, glossa o adaptació restava prou sovint en l’anonimat sota el pes de la tradició cultural i passava a integrar el patrimoni públic per a ser transmès per la via oral o perquè algú altre en tragués temes, conceptes, idees o fragments.
No seria fins més endavant (segle XIII) que l’autor començaria a prendre consciència del "jo-autor" i dels rudiments de propietat intel·lectual.
Pel que fa a les fonts d'autoritat, en la consideració de clàssics estan presents els autors llatins però seleccionats i reinterpretats convenientment per tal que entrin en el cànon, això és, que continguin valors ètics aprofitables per ta la moral cristiana. Juntament amb aquest corpus clàssic s'afegeixen en un lloc central els textos bíblics i litúrgics, i els poetes i escriptors cristians.